# قط شانتيلي/تيفاني

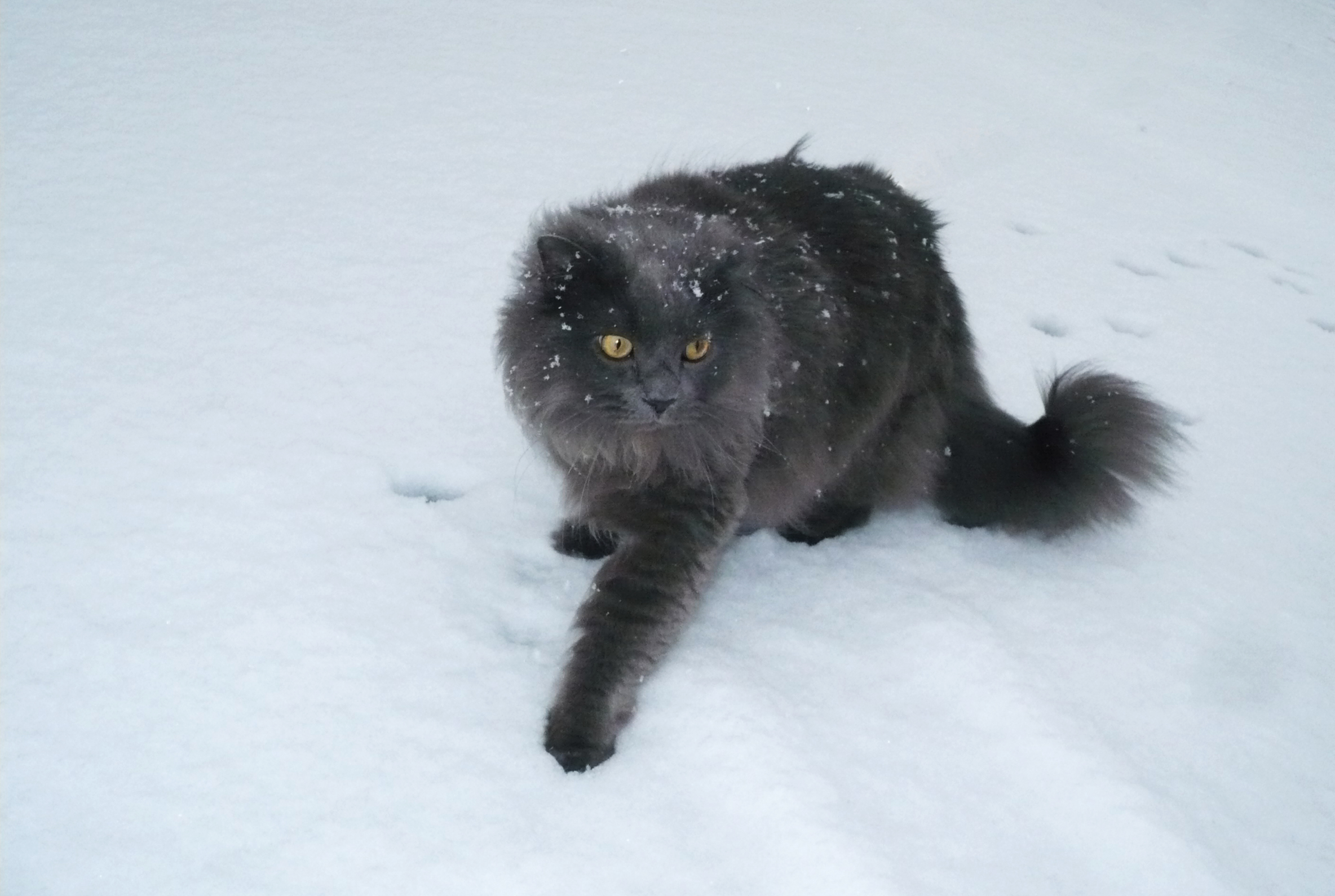

قط شانتيلي/تيفاني (بالإنجليزية: Chantilly-Tiffany)‏ ، هي سلالة قطط نتجت من تهجين (بالإنجليزية: cross-breeding)‏ قط آسيوي طويل الشعر و القط البورمي .